# کوتل، بلغارستان
کوتل شهری در استان اسلیون کشور بلغارستان است که جمعیت آن در سال ۲۰۰۱ میلادی ۶٬۸۹۳ نفر بوده‌است.